# 山本暎一
山本 暎一（やまもと えいいち、1932年または1940年11月22日 - 2021年9月7日）は、日本の映画監督、アニメ監督、演出家、脚本家、アニメーター、プロデューサー、小説家。京都府生まれ。

## 経歴
幼少期に父親が太平洋戦争に応召し、母親とともに母方の実家がある香川県の小豆島へ移住。中学時代よりアニメーターを志し、高校卒業後に横山隆一が主宰するおとぎプロに入社した。1960年、手塚治虫がアニメ映画を作ろうとしていると知り、おとぎプロを退社して手塚を訪問。翌1961年に設立された虫プロダクションの創設メンバーのひとりとなる。
1962年の第1回虫プロダクション作品発表会で上映された同社最初のアニメーション作品『ある街角の物語』（芸術祭奨励賞、ブルーリボン教育文化映画賞受賞作）で、スタッフの中軸として活躍。以後、1973年の同社倒産まで、演出、作画、脚本、プロデューサーと、多岐にわたる業務をこなした。特に、「アニメラマ」と名づけられた日本ヘラルド映画配給の劇場用成人向けアニメ『千夜一夜物語』『クレオパトラ』、および同路線で文芸色が強い「アニメロマネスク」として制作された『哀しみのベラドンナ』で監督を務めたことが有名である（『クレオパトラ』は手塚治虫との共同監督）。
虫プロ倒産後は、1974年に第1作がテレビ放送された『宇宙戦艦ヤマト』シリーズに企画段階から参加。「ヤマト」のロゴをデザインした他、脚本を担当して同作の人間ドラマを構成し、脚本と絵コンテチェックも行った。その後もいくつかのアニメ作品で監督、脚本等を担当している。
1989年春に虫プロ時代を回想した小説仕立ての『虫プロ興亡記 安仁明太の青春』を発表。同作で山本の氏名は「安仁明太」としている。あとがきでは、仕事（アニメ制作）に関する記述はほぼ事実だが、プライベートに関する箇所はほぼフィクションであると記しているものの、同書はアニメ研究家にとって虫プロを知る上での基礎文献となっている。
2021年9月7日、心不全のため死去。

### 生年について
生前に山本のインタビューが掲載されたウェブメディアでは「1940年11月22日生まれ」と記載されていた。一方、2021年9月の死去時の報道では没年齢は「88歳」と記されており、仮に日付が同じとすれば1932年生まれとなる。

## フィルモグラフィ

### 連続テレビアニメ
- 鉄腕アトム（第1作）（1963年〜1966年：各話演出、作画）
- ジャングル大帝（第1作）（1965年〜1966年：制作、プロデューサー、各話演出）
- ジャングル大帝　進めレオ!（1966年〜1967年：制作、各話演出、脚本）
- 日本誕生（1970年：演出、脚本）
- ワンサくん（1973年：チーフディレクター、各話演出、脚本）
- 宇宙戦艦ヤマト（1974年〜1975年：監修、構成、脚本）
- すばらしい世界旅行 恐竜王国の興亡（1973年：監督）
- 宇宙戦艦ヤマトIII（1980年〜1981年：監督、脚本）

### 単発テレビアニメ
- 海底都市のできるまで（1969年2月2日：演出）

### パイロットフィルム、OVA
- 0マン（1968年：プロデューサー）
- ペリカンロード クラブ・カルーチャ（1986年、監督、脚本）
- 井原西鶴 好色一代男（1990年：脚本）
- IZUMO（1991年：監督、脚本）
- 月がのぼるまでに（1991年：監督、脚色、絵コンテ）
- YAMATO2520（1995年〜1996年、脚本）

### 劇場用アニメ映画
- ある街角の物語（1962年11月5日：演出、編集、原画）
- おす（1962年11月5日：原案、演出）
- 鉄腕アトム 宇宙の勇者（1964年7月26日：演出、脚本）
- ジャングル大帝（1966年7月31日：監督）
- 千夜一夜物語（1969年6月14日：監督）
- クレオパトラ（1970年9月15日：監督）
- 哀しみのベラドンナ（1973年6月30日：監督、脚本）
- 宇宙戦艦ヤマト（1977年8月6日：脚本）
- 宇宙戦艦ヤマト 完結編（1983年3月19日：アソシエイト・プロデューサー、脚本）
- おしん (1984年3月17日：監督)
- オーディーン 光子帆船スターライト (1985年8月10日：監督、脚本)
- 超神伝説うろつき童子 (1989年3月18日：監修)

### その他
- 都会のブッチー(1995年、監督)

## 著書
- 『虫プロ興亡記 安仁明太の青春』新潮社、1989年4月

あとがきで、師の手塚治虫（2月に病没した）に渡せなかったことを悔いている
- 『大江戸春画ウォーズ UTAMARO伝』、新潮社、新潮文庫、ISBN 978-4-10-106061-3 (2025年5月28日).